# Salvació en el cristianisme
En el cristianisme, la salvació (també anomenada alliberament o redempció) és l'alliberació «del mal i molt sovint de la mateixa mort i com a transformat en la seva pròpia realitat, d’una manera definitiva, actualment i de fet o en esperança» per la mort i la resurrecció de Crist, i justificant aquesta salvació.
Mentre que la idea de la mort de Jesús com una expiació pel pecat humà és present en la Bíblia cristiana i es va elaborar en les epístoles de Pau i en els Evangelis, Pau va veure els fidels redimits per la participació en la mort i la resurrecció de Jesús. Els primers cristians es consideraven partícips d'una nova aliança amb Déu, oberta tant als jueus com als gentils, mitjançant la mort sacrificial i la resurrecció posterior de Jesucrist. Els pares de l'Església, els escriptors medievals i els estudiosos moderns van elaborar les nocions cristianes primerenques de la persona i el paper del sacrifici de Jesús en la salvació humana en diverses teories expiatives, com ara la teoria del rescat, la teoria de Christus Victor, la teoria de la recapitulació, la teoria de la satisfacció, la teoria de la substitució penal i la teoria de la influència moral.
Les diferents teories sobre la salvació, subjecte d'estudi de la soteriologia són una de les línies que divideixen les diverses denominacions cristianes, incloses les definicions contradictòries del pecat i la depravació (la naturalesa pecaminosa de la humanitat), la justificació (el mitjà de Déu per eliminar les conseqüències del pecat) i l'expiació (el perdó del pecat mitjançant el patiment, la mort i la resurrecció de Jesús).

## Expiació
La paraula «expiació» s'utilitza sovint a l'Antic Testament per traduir les paraules de l'hebreu kippur (כיפור \ כִּפּוּר, kipúr, m.sg.) i kippurim (כיפורים \ כִּפּוּרִים, kipurím, m.pl.), que significa propiació o expiació. L'expiació serveix per a restaurar la relació entre l'home i la divinitat, trencada per a mancaments humans. En el cristianisme descriu l'obra salvadora que Déu va concedir (a través de Crist) per reconciliar el món amb ell mateix, i també de l'estat d'una persona que s'ha reconciliat amb Déu.
a. la reconciliació de l'home amb Déu mitjançant la vida, els sofriments i la mort sacrificial de Crist
b. els sofriments i la mort de Crist" Segons The Oxford Dictionary of the Christian Church, l'expiació en la teologia cristiana és «la reconciliació de l'home amb Déu mitjançant la mort sacrificial de Crist».
Molts cristians creuen en l'expiació il·limitada; tanmateix, alguns cristians ensenyen el principi de l'expiació limitadanomés atorgagada als qui són predestinats a la salvació, com que els seus beneficis principals no es donen a tota la humanitat sinó només als creients.